# Szoel Berliner

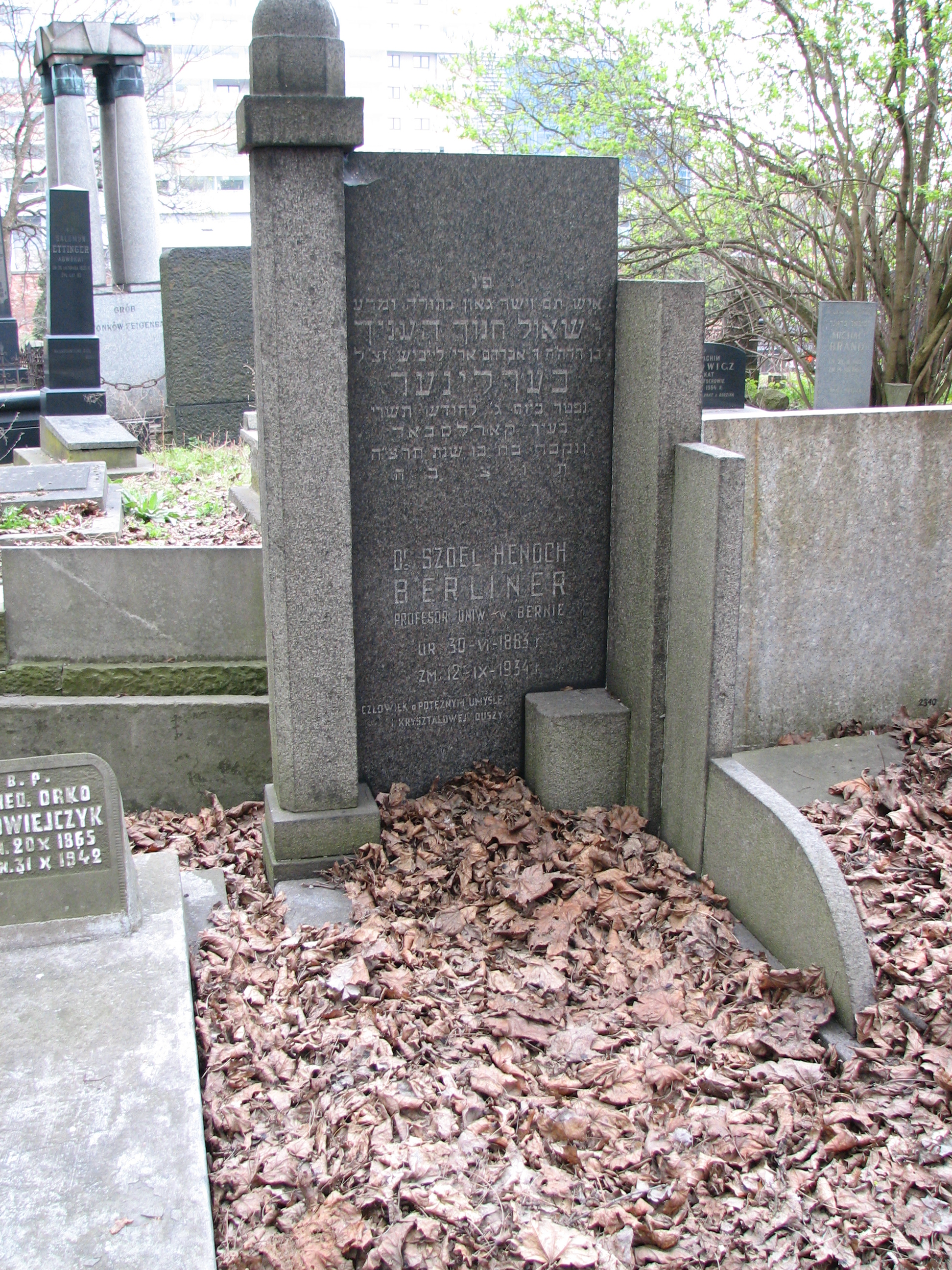
Grób Szoela Henocha Berlinera

Szoel Henoch Berliner (ur. 30 czerwca 1883, zm. 12 września 1934 w Karlsbadzie) – polski matematyk żydowskiego pochodzenia, wieloletni profesor uniwersytetu w Bernie.
Jest pochowany na cmentarzu żydowskim przy ulicy Okopowej w Warszawie (kwatera 10, rząd 6).